# Davor Matijaš
Davor Matijaš (Split, 23 augustus 1999) is een Kroatische doelman die sinds 2022 uitkomt voor Beerschot VA.

## Clubcarrière
Matijaš genoot zijn jeugdopleiding bij HNK Hajduk Split. Hij speelde er 24 competitiewedstrijden voor het tweede elftal van de club in de 2. HNL, maar maakte er nooit zijn officiële debuut in het eerste elftal. In januari 2020 ondertekende hij een contract voor drieënhalf jaar bij Antwerp FC, waar hij met Vedran Runje een landgenoot als keeperstrainer kreeg. Matijaš startte er als reservedoelman, maar op 1 augustus 2020 verscheen hij aan de aftrap van de door de coronapandemie uitgestelde bekerfinale tegen Club Brugge, omdat de regels voorlegden geen nieuwe spelers op te stellen en hij de enige doelman was die nog een contract had in het desbetreffende seizoen. Matijaš behaalde een clean sheet en Antwerp won de finale met 1-0 na een doelpunt van Lior Refaelov.
Na afloop van het seizoen 2019/20 verdwenen er met Sinan Bolat, Yves De Winter, Jens Teunckens en Bill Lathouwers vier doelmannen bij Antwerp, maar met Jean Butez, Alireza Beiranvand en Ortwin De Wolf kreeg Matijaš er drie sterke concurrenten bij. De Kroaat speelde uiteindelijk geen minuut in het seizoen 2020/21. Ook in het seizoen 2021/22 kwam hij niet in actie in een officiële wedstrijd van het eerste elftal.
In augustus 2022 ondertekende Matijaš een tweejarig contract met optie op twee extra seizoenen bij Beerschot VA, de stads- en aartsrivaal van Antwerp. De Kroaat groeide er al gauw uit tot tweede doelman achter Bill Lathouwers, die begin september 2022 de plaats van de opzijgeschoven Mike Vanhamel innam. Op 5 mei 2023 van de promotie-playoffs mocht Matijaš zijn officiële debuut vieren: toen Beerschot op de voorlaatste speeldag het op verplaatsing opnam tegen de RSCA Futures, liet Andreas Wieland hem starten. Acht dagen later kreeg hij op de slotspeeldag ook een basisplaats tegen Lierse Kempenzonen. Won Beerschot met Matijaš in doel nog met 0-2 van de RSCA Futures, dan gingen de Mannekes tegen Lierse Kempenzonen met 1-2 onderuit, mede door een blunder van de Kroaat bij het eerste doelpunt van Guillaume De Schryver.

## Clubstatistieken
| Seizoen | Club                | Land             | Competitie            | Competitie | Competitie | Beker | Beker | Supercup | Supercup | Internationaal | Internationaal | Totaal | Totaal |
| Seizoen | Club                | Land             | Competitie            | Wed.       | Dlp.       | Wed.  | Dlp.  | Wed.     | Dlp.     | Wed.           | Dlp.           | Wed.   | Dlp.   |
| ------- | ------------------- | ---------------- | --------------------- | ---------- | ---------- | ----- | ----- | -------- | -------- | -------------- | -------------- | ------ | ------ |
| 2017/18 | HNK Hajduk Split II | Vlag van Kroatië | 2. HNL                | 1          | 0          | —     | —     | —        | —        | —              | —              | 1      | 0      |
| 2018/19 | HNK Hajduk Split II | Vlag van Kroatië | 2. HNL                | 10         | 0          | —     | —     | —        | —        | —              | —              | 10     | 0      |
| 2019/20 | HNK Hajduk Split II | Vlag van Kroatië | 2. HNL                | 13         | 0          | —     | —     | —        | —        | —              | —              | 13     | 0      |
| 2019/20 | Antwerp FC          | Vlag van België  | Jupiler Pro League    | 0          | 0          | 1     | 0     | —        | —        | 0              | 0              | 1      | 0      |
| 2020/21 | Antwerp FC          | Vlag van België  | Jupiler Pro League    | 0          | 0          | 0     | 0     | [ 9 ]    | [ 9 ]    | 0              | 0              | 0      | 0      |
| 2021/22 | Antwerp FC          | Vlag van België  | Jupiler Pro League    | 0          | 0          | 0     | 0     | —        | —        | 0              | 0              | 0      | 0      |
| 2022/23 | Beerschot VA        | Vlag van België  | Challenger Pro League | 2          | 0          | 0     | 0     | —        | —        | —              | —              | 2      | 0      |
| 2023/24 | Beerschot VA        | Vlag van België  | Challenger Pro League | 20         | 0          | 2     | 0     | —        | —        | —              | —              | 22     | 0      |
| Totaal  | Totaal              | Totaal           | Totaal                | 46         | 0          | 3     | 0     | 0        | 0        | 0              | 0              | 49     | 0      |

## Erelijst
| Beker van België | 1× | 2019/20 |